# Sado (Insel)
Sado (japanisch 佐渡島, Sado-ga-shima oder Sado-shima) ist eine japanische Insel, der Westküste Honshūs vorgelagert.

## Lage und Struktur
Sie liegt ca. 60 km nordwestlich vor der Stadt Niigata in der Präfektur Niigata  im Japanischen Meer. Mit einer Fläche von 854,76 km² entspricht sie in ihrer Ausdehnung etwa der Insel Rügen. Die Landschaft ist durch Vulkanismus geprägt. Der höchste Berg, Kinpoku-san (金北山, „Goldnordberg“), ist 1172 m hoch.
Die Einwohnerzahl liegt bei ca. 70.000, jährlich besuchen die Insel aber knapp eine Million Touristen. Die gesamte Insel gehört zum Gebiet der gleichnamigen Stadt Sado.

## Historisches
Über Jahrhunderte war die Insel Zuflucht und Ort der Verbannung für politisch Verfolgte, darunter der Kaiser Juntoku, der Priester Nichiren und der Priester Zeami, einer der Begründer des heutigen Nō-Theaters.

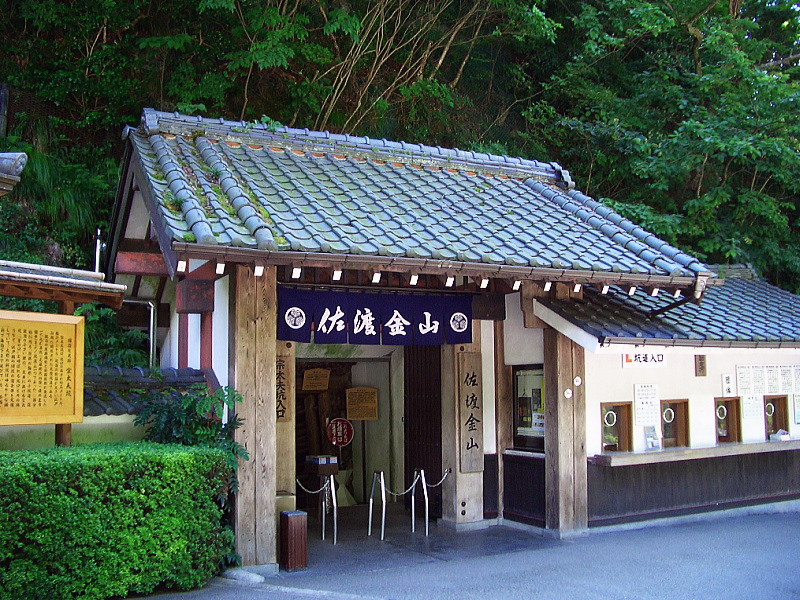
Eingang einer zu besichtigenden Mine im Goldberg

Seit dem 12. Jahrhundert war bekannt, dass es auf der Insel Gold und Silber gab. Der Bergbau begann im Jahr 1601 mit der Eröffnung der Aikawa-Minen (相川鉱山). 1603 ernannte Tokugawa Ieyasu Ōkubo Nagayasu zum ersten Kommissar für Sado (佐渡奉行; Sado bugyō), unter dessen Leitung die Goldgewinnung großen Aufschwung nahm. In den Jahren 1618 bis 1627 wurde zwischen 66 und 100 Tonnen Gold- und Silbererz jährlich gewonnen, die Gruben wurden damit zu einer wichtigen Einkommensquelle für das Shogunat. Allerdings behinderten Wassereinbrüche die Erzgewinnung, und die Gruben waren nach 1700 erschöpft. Schließlich wurde fast nur noch Silber gewonnen.
Die Arbeiter waren unter Aufsicht der Samurai gezwungen hart zu arbeiten. Aus diesem Grund wurde die Insel nicht nur Goldinsel, sondern auch Todesinsel genannt, denn die meisten Arbeiter, welche Kriegsgefangene und Sträflinge waren, starben wegen der äußerst harten Arbeitsbedingungen.
Nach der Meiji-Restauration 1868 fielen die Minen an den Staat, der sie 1868 dem Mitsubishi-Konzern überließ.
Während des Zweiten Weltkriegs schufteten viele koreanische Zwangsarbeiter in Sado.
Die Gruben gelten heute als eine touristische Attraktion.
Für die namenlosen Arbeiter wurde auf Sado ein buddhistischer Gedenkstein errichtet. Noch heutzutage betet man zu den Göttern in der Hoffnung, dass diese die Sklavenarbeit und den Goldraub auf der Insel vergeben mögen. Auch ein gespaltener Berg erinnert an den Tagebau.

## Sonstiges
- Ogi ist nicht nur als Hafen der Stadt Aikawa bekannt, von dem im 17. Jahrhundert Gold und Silber zur Hauptinsel Honshū verschifft wurde, sondern ebenso für seine „Wannenboote“, die wie tonnenförmige Gebilde aussehen und „große hölzerne Badewannen“ beziehungsweise Wriggboote sind, die mit einem Heckruderriemen angetrieben werden. „Sie wurden früher von Frauen verwendet, die in den zahlreichen Buchten der Insel Kreiselschnecken, Abalonen und andere Meeresfrüchte sammelten.“ Eine Fahrt in einem dieser instabil wirkenden Wasserfahrzeuge ist eine sehr beliebte touristische Attraktion.[5] Darüber hinaus stammt die international bekannte Taiko-Trommlergruppe Kodō aus Ogi im Süden der Insel.[6]

- Okesa heißt der Sado-typische traditionelle Gruppentanz der Männer, der noch gepflegt wird. So komponierte Akira Miyoshi 1973 Chormusik dazu.
- Bashō schrieb einen seiner bekanntesten Haiku, „Stürmische See / quer über Sado erstreckend / die Milchstraße“ (「荒海や/佐渡に横たふ/天の河」).